# ميخائيل ميتز
ميخائيل ميتز (بالألمانية: Michael Metz)‏ هو لاعب هوكي الحقل ألماني، ولد في 16 يونيو 1964 في مانهايم في ألمانيا.

## وصلات خارجية
- ميخائيل ميتز على موقع أوليمبيديا (الإنجليزية)